# Hornell
Hornell är en stad i Steuben County i delstaten New York. Vid 2020 års folkräkning hade Hornell 8 263 invånare.